# Львов Валерій Костянтинович
Вале́рій Костянти́нович Льво́в (рос. Валерий Константинович Львов; нар. 20 лютого 1953 — 24 травня 2025) — радянський боксер легкої і першої напівсередньої ваги. Чемпіон світу та дворазовий чемпіон СРСР з боксу.
Заслужений майстер спорту СРСР (1978). Заслужений працівник фізичної культури і спорту Чуваської АРСР (1978).

## Життєпис
Народився 20 лютого 1953 року в Чебоксарах (Чувашія, Росія).
У 1977 році закінчив Чуваський сільськогосподарський інститут.
Займатись боксом почав у спортивному клубі «Динамо» у тренера Михайла Степанова. Першими значними досягненнями стали перемоги на юнацьких чемпіонатах СРСР і Європи в Бухаресті (Румунія).
У 1973 році, під час традиційної зустрічі боксерів СРСР і США, послав у глибокий нокаут майбутнього олімпійського чемпіона і триразового чемпіона світу серед професіоналів Рея Леонарда.
Двічі, у 1975 і 1978 роках, перемагав у першості СРСР з боксу. У 1975 році також переміг на 6-й Спартакіаді народів СРСР.
У 1975 році на чемпіонаті Європи в м. Катовиці (Польща) змагався в легкій вазі. Вийшов у фінал змагань, де поступився за очками (0:5) представникові Румунії Симіону Куцову.
У 1978 році на чемпіонаті світу в Белграді (СФРЮ) змагався у першій напівсередній вазі. Вийшов у фінал, де переміг господаря змагань Мехмета Богуєвчі.
По закінченні боксерської кар'єри перейшов на тренерську роботу.
Помер 24 травня 2025 року.